# Rudolf Potsch
Rudolf Potsch (n. 15 iunie 1937, Brno, Cehoslovacia) este un jucător de hochei pe gheață ce a reprezentat Cehoslovacia, medaliat olimpic. A participat la 2 ediții ale Jocurilor Olimpice (1960, 1964) în care a câștigat o medalie de bronz.